# 인현배
인현배 (印賢培, 1971년 10월 4일 ~ )은 KBO 리그 LG 트윈스의 투수였다.

## 선수 경력
데뷔 첫 해에 선동열을 상대로 완봉승을 기록했고 그 해 10승 5패를 기록했다. 그러나 이듬해 3월 전지훈련에서 도중하차하여 팔꿈치 수술을 받았고 그 뒤 공익근무요원으로 복무했지만 잦은 부상으로 인하여 이후에는 1패만 기록한 후 2000년에 은퇴했다. 이후 골퍼로 활동하기도 하였다.
한편, 2000년 시즌 후 LG에서 방출된 뒤 같은 시기 한화 감독으로 부임한 이광환 감독의 부름을 받아 한화에서 입단 테스트를 받기도 했지만 최종 입단이 성사되지 못했다.

## 출신학교
- 서울화곡초등학교
- 선린중학교
- 선린상업고등학교
- 단국대학교